# Danis János
Danis János (Almás, 1754. február 24. – Rozsnyó, 1829. december 25.) rozsnyói prépost-kanonok, választott dulciniai püspök és több megyék táblabírája.

## Élete
Ő volt az első, akit a Mária Terézia által fölállított rozsnyói püspökmegyében Richvaldszky József választott püspök áldozópappá szentelt 1777. április 22.-én Nagyszombatban. Báró Révay Antal püspök udvarában szolgált. 1806. április 8.-án kanonok lett, de folytatta működését. Kevéssel azután apát és 1823. március 22.-én prépost, végül 1828-ban dulciniai választott püspök lett.

## Munkái
Egyház beszéd Jankovits Ignácz első papi áldozatjának megujításakor. Rosznyó, 1828.
Latin beszéde, melyet 1821-ben a Rozsnyón összegyűlt synodus előtt tartott, úgy szintén más latin beszédei és a négy evangéliomról irt szláv könyve szintén megjelentek nyomtatásban.